# Aix-en-Othe
Aix-en-Othe je naselje in občina v severnem francoskem departmaju Aube regije Šampanja-Ardeni. Leta 1999 je naselje imelo 2.131 prebivalcev.

## Geografija
Naselje leži v pokrajini Šampanji ob reki Nosle, 30 km zahodno od središča departmaja Troyesa.

## Uprava
Aix-en-Othe je sedež istoimenskega kantona, v katerega so poleg njegove vključene še občine Bérulle, Maraye-en-Othe, Nogent-en-Othe, Paisy-Cosdon, Rigny-le-Ferron, Saint-Benoist-sur-Vanne, Saint-Mards-en-Othe, Villemoiron-en-Othe in Vulaines  s 4.613 prebivalci.
Kanton je sestavni del okrožja Troyes.

## Pobratena mesta
- Bagnacavallo (Emilija - Romanja, Italija),
- Neresheim (Baden-Württemberg, Nemčija).